# Carroll Dickerson
Carroll Dickerson (11 november 1895 -  Chicago, 9 oktober 1957) was een Amerikaanse bandleider en violist in de vroege jazz en swing.

## Biografie
Carroll Dickerson speelde als bandleider een belangrijke rol in Chicago. Onder zijn bandleden waren musici als Johnny Dunn, Tommy Ladnier, Natty Dominique en Jimmy Mundy. Hij leidde van 1922 tot 1924 een band die in 'Sunset Cafe“ optrad. Hij toerde hier ook mee en een van zijn sidemenwas toen Louis Armstrong. Zijn "Carroll Dickerson Savoyagers“ traden op in de Savoy Ballroom, maar tevens in New York, eind jaren 20. In zijn "Savoy Orchestra“ speelden o.m. Armstrong, Buster Bailey, George Mitchell, Earl Hines en Zutty Singleton. De musici van Armstrong's Hot Five en Hot Seven van 1927 waren leden van  Dickerson's orkest. Dickerson speelde zelf bij verschillende opnames van Armstrong mee als violist. Hij toerde tevens met King Oliver en leidde kort de Mills Blue Rhythm Band. Onder eigen naam nam hij in 1927 de nummers Savoyagers Stomp en Symphony Raps op (met zijn Savoyagers, waarachter Armstrong's Savoy Ballroom Five schuilging) .

## Discografie (selectie)
- Louis Armstrong: Hot Five and Hot Seven (JSP, 1927)
- King Oliver and his Orchestra (RCA, 1929–1930)